# Acerenza
Acerenza község (comune) Olaszország Basilicata régiójában, Potenza megyében.

## Fekvése
A Bradano és Fiumarella folyók közötti dombvidéken épült.

## Története
A település az ókori római Acheruntia település helyén alakult ki. A középkorban az egyik legfontosabb lucaniai érsekség volt. A 9-10. században a város előbb a Beneventói majd a Salernói Hercegség birtoka lett. 1061-ben a Robert Guiscard vezette normannok hódították meg és területét beolvasztották a Szicíliai Királyságba.

## Népessége
A népesség számának alakulása:

## Főbb látnivalói
- a 12. században épült román stílusú Santa Maria Assunta-katedrális
- San Laviero-templom
- San Vincenzo-templom